# HMS Union (1756)
Pour les autres navires du même nom, voir HMS Union.
Le HMS Union est un vaisseau de deuxième rang, armé de 90 canons, en service dans la Royal Navy à la fin du XVIIIe siècle et au début du XIXe siècle. Il est construit par les chantiers navals Chatham et lancé le 25 septembre 1756.

## Histoire
En 1756, un des cadets se trouve être le futur amiral John Hunter.
Il participe à la bataille des Cardinaux le 20 novembre 1759 sous les ordres de Thomas Evans, ainsi qu'à celle du cap Spartel en 1782, sous le commandement de John Dalrymple (en).
Il est converti en navire-hôpital en 1799, rôle qu'il tient jusqu'en 1816, date à laquelle il est mis à la casse.